# Каталин Каради
Каталин Каради (по фамилия Канчлер) (на унгарски: Katalin Karády; 8 декември 1910, Будапеща, Австро-Унгария – 8 февруари 1990, Ню Йорк, САЩ) е унгарска театрална и киноактриса, певица. Една от най-известните и популярни кинозвезди на Унгария през 1940-те години.

## Биография
Родена в семейството на обущар, работещ в покрайнините на Будапеща. Каталин учи в професионално училище. След неуспешен брак с човек, много по-възрастен от нея, тя започва да се занимава с актьорска дейност и постъпва в Будапещенския сатиричен театър.
Между 1939 и 1948 г. изиграва редица роли, донесли ѝ слава на кинозвезда и жена-вамп в унгарското кино. Излиза също така на естрадната сцена.
Изгражда образ на фатална жена с подчертано еротична аура, но ефектния външен вид е подчертан от изразителен глас, който е сравняван с гласовете на Цара Леандър и Марлене Дитрих. Каради често играе във филми с друга звезда на унгарското кино от това време, Пал Явор – тогава най-известния мъжки символ в унгарските филми.
През 1942 г., К. Каради е разследвана заради опита си да спаси Георг Денес, еврейски поет, който пише за нея песни от трудовия си лагер в крайфронтовата линия.
Кариерата ѝ приключва след като е арестувана от  Гестапо, подложена на жестоки мъчения и прекарва няколко месеца в затвора.
През 1944 г., след като германските войски навлизат в Унгария, Каради е арестувана заедно с любовника си Ищван Ужасжи.
След като успява да избяга от нацистките камери за изтезания, Каради спасява няколко еврейски деца, които са щели да бъдат разстреляни на брега на река Дунав, като подкупва палачите с бижутата си. Преди освобождението на Будапеща от съветските войски през 1945 г., децата живеят в апартамента на актрисата.
След края на войната и идването на власт на комунистите, Каради успява да се снима само в един филм (1948 г.). През 1949 г. тя емигрира в Южна Америка, в Бразилия. От 1977 г. живее в Ню Йорк, където, според някои, до смъртта си през 1990 г., работи като модистка в малък магазин за шапки. Прахът на актрисата е препогребан в Будапеща.
През 2004 г. Каталин Каради е записана в музея-мемориал на Холокоста „Яд ва-Шем“, в числото на Праведниците на света, заради дейността си по спасяването на евреи в годините на Втората световна война.

## Избрана филмография
Снима се в над 25 филма.
- 1939 – Halálos tavasz
- 1941 – Egy tál lencse
- 1941 – A szűz és a gödölye
- 1842 - Изпитание (главната роля на Мария в унгарския вариант)
- 1943 – Ópiumkeringő
- 1943 – Укротяване на опърничавата
- 1943 – Külvárosi őrszoba
- 1944 – Szováthy Éva
- 1944 – Machita
- 1944 – Valamit visz a víz
- 1948 – Жарки поля